# Hymn Wysp Cooka
Te Atua Mou E (maor. Bóg jest prawdą) – hymn państwowy Wysp Cooka. Został oficjalnie przyjęty w 1982.
Autorem słów jest Pa Tepaeru Te Rito Ariki Lady Davis, muzykę skomponował Sir Thomas Davis.

## Tekst
Te Atua mou e
Ko koe rai te pu
O te pā ʻenua e
ʻAkarongo mai
I to mātou nei reo
Te kapiki atu nei
Paruru mai
Ia mātou nei
ʻOmai te korona mou
Kia ngateitei
Kia vai rai te aroʻa
O te pā ʻenua e